# オーツタイヤ
オーツタイヤ株式会社（英称：THE OHTSU TIRE & RUBBER CO.,LTD.）は、かつて存在した、日本のゴム、タイヤ製品メーカー。FALKEN（ファルケン）ブランドでも知られる。2003年（平成15年）7月、住友ゴム工業に吸収合併され、法人としては消滅した。FALKEN（ファルケン）は、住友ゴム工業のグローバルブランドとして現在も販売されている。ブランドステートメントは、「ON THE PULSE」。

## 概要
1944年（昭和19年）に大日本紡績（現・ユニチカ）と内外ゴムの提携により設立。一時期を除き大阪府泉大津市に本社を置いていた。「オーツタイヤ」の社名は前身の大津ゴム工業時代にブランド名として使用しており、これを社名に結び付けることによって企業イメージの向上を図る目的にあった。
スポーツタイヤに冠した「ファルケン（FALKEN、ドイツ語で「鷹」の意）」のブランドネームで知られ、現在も住友ゴム工業のタイヤブランドのひとつとして受け継がれている。
1980年代頃からブリヂストン、横浜ゴム、トーヨータイヤ、ダンロップの4大メーカーに押されてシェアが減少に転じた。そこで1981年（昭和56年）に住友ゴム工業と全面提携し再建を図った。その後、住友ゴムグループの再編で2003年（平成15年）7月1日に住友ゴム工業と合併することになった。タイヤの他には医療用ゴム製品、液晶テレビのバックライトなども手掛けていた。なお、現在もタイヤ生産は泉大津市を代表する産業のひとつであり、同市をはじめ泉州地域には泉大津工場やファルケンブランド製品をオーツタイヤと呼ぶ人が少なくない。
現在、FALKENは住友ゴム工業のグローバルブランドとして、欧米を中心に販売されている。スポーツマーケティングを積極的に行っており、2015年からはメジャーリーグベースボール、欧州サッカー、レッドブル・エアレース・ワールドシリーズなどの協賛を行っている。

## 沿革
- 1944年（昭和19年）5月26日 - 大日本航空機タイヤとして設立[1][2]。
  - 大日本紡績と内外ゴムが共同出資（大日本紡績が180万円、内外ゴムが120万円を出資）[10]。工場は大日本紡績が現物出資した同社大津整毛工場が母体となっている[11]。本社は大阪市東区（現・中央区）においた[10]。
- 1944年（昭和19年）10月15日 - 泉大津工場が完成[12][2]。
- 1944年（昭和19年）12月 - 第1号タイヤ「戦闘機800×280」が誕生[13][2]。
- 1945年（昭和20年）6月 - 大阪市の本社が戦災に遭い、泉大津市に本社を移転する[14]。
- 1945年（昭和20年）8月31日 - 大津ゴム工業に社名を変更し、自動車・自転車用タイヤ生産に転換[15][2]。
- 1952年（昭和27年）1月 - 自動車用タイヤの生産に特化するため、自転車用タイヤ生産を打ち切る[16]。
- 1958年（昭和33年）3月 - 本社を大阪市南区（現・中央区）の南海会館に移転する[17]。
- 1961年（昭和36年）10月 - 大阪証券取引所第二部に上場[3][4]。
- 1962年（昭和37年）7月 - オーツタイヤに社名を変更[3][4]。
- 1964年（昭和39年）3月 - 本社を泉大津市に移転する[18]。
- 1976年（昭和51年）11月12日 - 宮崎県都城市に宮崎工場を開設[19]。
- 1981年（昭和56年）5月11日 - 住友ゴム工業と全面提携を発表。住友ゴム工業が筆頭株主になる[6]。
- 1982年（昭和57年）5月 - ATV（バギー車）用タイヤの知名度を上げる目的で、レース分野に進出する[20]。
- 1983年 (昭和58年) 1月 - FALKEN（ファルケン）ブランドを立上げ（第1号タイヤは「FALKEN FX06C」）。ブランドコンセプトは、「アウトバーンの鷹」[21][22]。
- 1994年（平成06年）4月24日 - 旭川市に旭川タイヤテストコースを開設[23]。
- 2003年（平成15年）7月 - 住友ゴムグループの再編により、住友ゴム工業と合併する[7]。

## モータースポーツ
ブランド誕生時よりモータースポーツへの参戦やスポンサードを積極的に取り組んでおり、自動車以外の分野にも範囲を広げている。また東京オートサロンへの出展もしている。
チームカラーはライムグリーンとブルーで『ファルケンカラー』と呼ばれる。

## 所在地

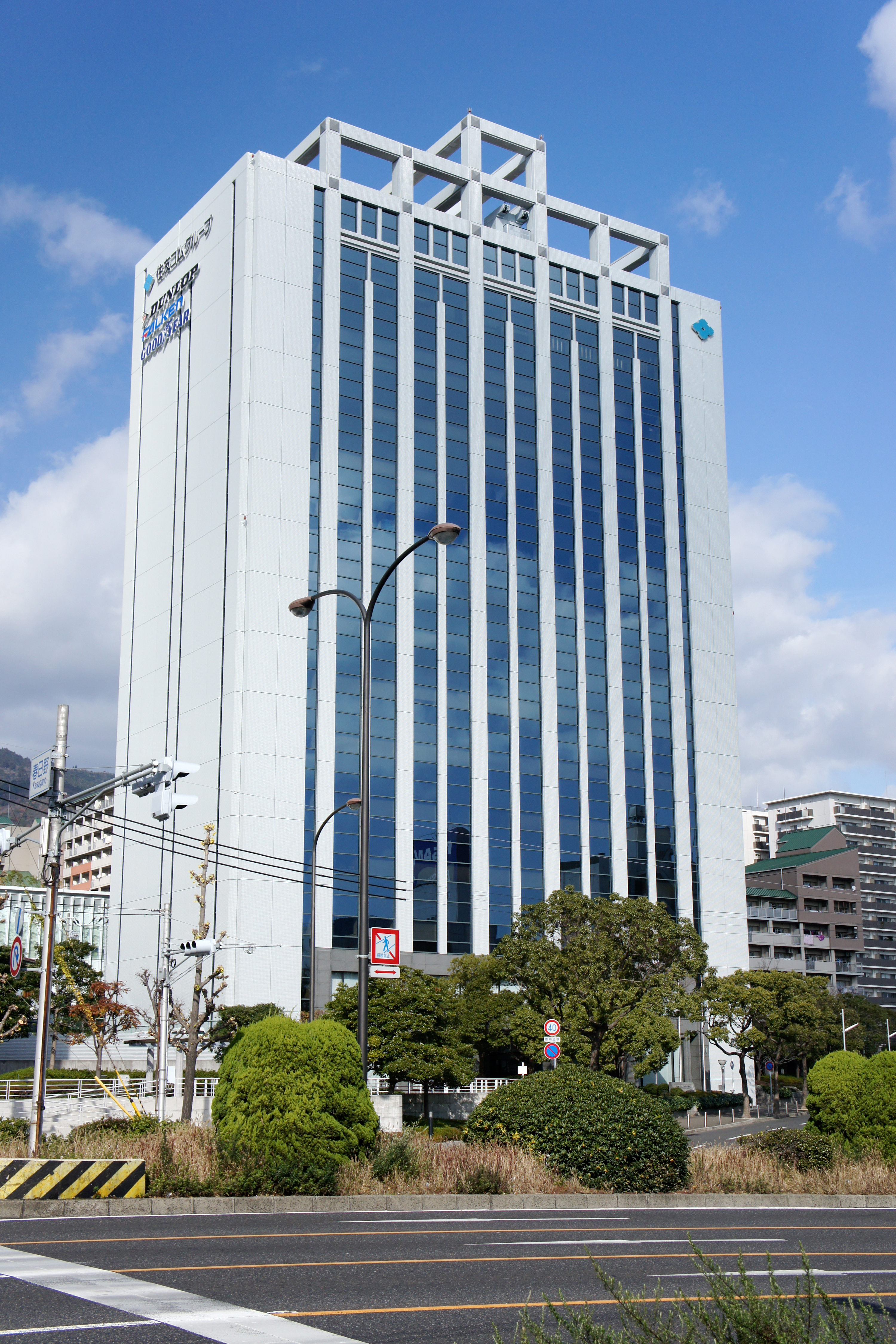
住友ゴム工業本社

※ 括弧内は現在の名称
- 本社 (住友ゴム工業株式会社)
  - 兵庫県神戸市中央区脇浜町3-6-9

- 泉大津工場（住友ゴム工業 泉大津工場）
  - 大阪府泉大津市河原町9-1

- 宮崎工場（住友ゴム工業 宮崎工場）
  - 宮崎県都城市都北町3